# A Lei do Contraste Simultâneo das Cores
A lei do contraste simultâneo das cores (francês: De la loi du contraste simultané des couleurs) é um livro de Michel Eugène Chevreul e editado em 1839.
Nesta obra, Chevreul expõe o seu estudo sobre a percepção das cores em simultaneidade.
Chevreul tirou diversas conclusões, que podem ser verificadas facilmente por observação. Por exemplo, concluiu que uma cor fria e uma cor quente justapostas se exaltam simultaneamente. Assim como uma cor quente com uma cor quente se esfriam, ao contrário de duas cores frias, que se aquecem. Uma cor clara num fundo escuro fica mais viva e o cinzento ganha a cor complementar à que lhe está justaposta.
Este trabalho influenciou muitos artistas e estudiosos, como o pintor Georges Seurat.